# Ankara Demirspor
Ankara Demirspor is een sportclub opgericht in 1932 te Ankara, de hoofdstad van Turkije. De clubkleuren zijn blauw en wit. De thuisbasis van de voetbalclub is het TCDD Stadion. Naast voetbal houdt de club zich ook bezig met gewichtheffen, judo, boksen, taekwondo, tennis en zwemsport.

## Geschiedenis
De club werd opgericht in 1932. Meteen in 1938, 1943, 1947 en 1948 werd Ankara Demirspor al kampioen van Ankara. Vanaf 1959 (oprichting Süper Lig) speelde de club dertien seizoenen achter elkaar in deze competitie, voordat het in 1971 degradeerde en nooit meer kon promoveren naar de Süper Lig. Een van de beste prestaties van Ankara Demirspor was ongetwijfeld tijdens het seizoen 1959/60, toen het op de vijfde plaats eindigde in de hoogste Turkse voetbaldivisie. De club wist daarnaast tweemaal de halve finale van de Turkse beker te bereiken (in 1962/62 en 1964/65). Beide keren verloor de ploeg uiteindelijk van Galatasaray. In 1961/62 was het Fikri Elma die met zijn 21 doelpunten voor Ankara Demirspor topscorer werd van Turkije.

## Gespeelde divisies
- Süper Lig: 1958-71
- 1. Lig: 1971-83, 1995-98
- 2. Lig: 1984-95, 1998-06, 2015-16, 2018-
- 3. Lig: 2006-2015, 2016-2018
- Amatör Lig (Amateurniveau): 1983-84